# Joaquin Orellana
Joaquin Orellana   (Ciutat de Guatemala, 5 de novembre de 1937) és un compositor guatemalenc. Estudià a Buenos Aires, a l'Instituto Di Tella, durant els anys 1967 i 1968. Quan tornà a Guatemala intentà aplicar a la música els recursos tecnològics que havia après, però per falta de recursos utilitzà fonts sonores naturals (vocals i instrumentals), juntament amb models rítmics europeus i instruments tradicionals, com la marimba.
Fou un dels compositors pioners de la música electro-acústica al seu país, i va crear nous instruments de metall, fusta, bambú i percussió tradicional (amb closques de tortuga). L'any 1972 fundà el Grupo de Experimentación Musical, que interpretà algunes de les seves obres, com Humanofonía, en les seves versions 1 i 2 (1971-72) i Imposible a la “X” (1980). Altres composicions destacables son Evocación profunda y traslaciones para la marimba. En totes elles es reflecteixen circumstàncies quotidianes del país.

## Carrera musical
Els seus primers estudis musicals formals van ser al col·legi de Sant Sebastià, on va ingressar a la banda i va aprendre solfeig elemental, i on també va conèixer música d'òpera, especialment de Verdi. A causa dels seus interessos musicals, va deixar el batxillerat a l'Institut Nacional Central per a homes per entrar al Conservatori Nacional de Música 'Germán Alcántara', graduant-se com a violinista el 1959. La seva primera obra va ser composta entre els 17 i 19 anys, titulada Exorcisme per a piano, el qual està motivat pel seu interès en el místic i el demoníac.
Més tard, va ser un dels compositors becats per estudiar al Centre Llatinoamericà d'Alts Estudis Musicals de l'Institut Di Tella a Buenos Aires, Argentina entre 1967 i 1968. Al CLAEM, va poder estudiar amb Alberto Ginastera, Francisco Kröpfl, Luigi Nono, Fernando von Reichenbach, Gerardo Gandini, Cristóbal Halffter, Román Haubestock Ramati i Vladimir Ussachevsky. Durant aquesta època també va poder fer cursos de lingüística estructural, tècniques audiovisuals i filosofia de l'art.
El 1973, Orellana, així com altres compositors guatemalencs com Enrique Anleu Díaz, comencen a experimentar amb la música electroacústica amb tecnologia anàloga, al seu país natal, ja que la música d'avantguarda que era escoltada a Europa i altres països, no tenia cap recepció a Guatemala; no obstant això, tampoc volia fer música basada en música criolla ja que es convertiria en un compositor antiquat. Tot i això, a través d'una barreja de les tècniques compositives que havia après i els sons propis del seu país va poder trobar el seu propi estil, el qual es va materialitzar amb les Humanofonies, obres musicals que capturaven el paisatge sonor guatemalenc i les tècniques de música concreta i electroacústica.
El 2012, l'artista plàstic mexicà Carlos Amorales i Julián Lede van ser comissionats per crear una versió audiovisual d'una partitura d'Orellana per a una pel·lícula animada de Walt Disney. Aquest film estava realitzat amb ombres projectades en una pantalla juntament amb les formes dels instruments del compositor, així com les notacions de les seves obres.

## Obra
Característiques
A partir dels anys 60, Orellana va començar a introduir la tècnica electroacústica a la seva música; no obstant això, la seva producció es caracteritza sobretot per utilitzar instruments acústics creats o transformats per ell mateix. Un dels instruments que sol transformar és la marimba. Tanmateix, més enllà de la cerca sonora del compositor, el seu compromís politicosocial també és part de la seva música; especialment pel que fa als sectors amb més pobresa a Guatemala, així com a la cultura folklòrica, les expressions locals i els sons que representen el seu país.

L'obra d'Orellana, encara que retrata el món sonor autòcton de Guatemala, no intenta estilitzar les cultures indígenes o mostrar-ne el caràcter folklòric, sinó presentar-les des de l'opressió que han viscut a partir de la conquesta:
Només que no és l'indígena en la seva circumstància del que és autòcton. Del folklòric menys. Sinó que és l'indígena en la seva situació de subjugat des dels seus ancestres, des de la conquesta d'Europa. És això. Hi ha una pietat per la indígena de la seva circumstància històrica d'opressió, de subjugament. Perquè en posar-lo només indígena podria malinterpretar-se, oi?, com un paternalisme cap a allò indígena, que no és això. Si no exposem a través d'emfatitzar l'accent de la parla. És molt important, en la seva parla, en separar el so del sentit, es posa en relleu un cant subjacent. Jo vaig invertir la cinta magnètica, en invertir-la ja no hi ha el sentit, i sí que hi ha el cant subjacent.
--Joaquín Orellana

## Llista d'Obres
- Contrastes (1963), ballet per a orquestra i cinta, composta el 1963, la part d'electroacústica del qual va ser feta en un estudi d'enregistrament comercial a la ciutat de Guatemala.
- Metéora (1968), per a cinta, realitzada al Centre Llatinoamericà d'Alts Estudis Musicals, Buenos Aires.
- Humanofonia I (1971), per a orquestra i cinta, obra electroacústica testimonial, la qual a través de recursos microfònics relata la violència quotidiana que es va institucionalitzar a Guatemala pel poder militar, retratant la gana i la misèria de la dictadura.[6]
- Malebolge (Humanofonia II) (1972), per a cinta.
- Entropé (1972), per a cinta.
- Primitiva I (1973), per a cinta.
- Asediado-Asediante (1973), per a cinta.
- Itero-tzul (1973), per a cinta.
- Sortilegio (1978), per a cinta.
- Rupestre en el futur (1979), per a cinta.
- Imágenes de una historia en redondo (imposible a la equis) (1980), per a cinta.
- Híbrido a presión (1982), per a dues flautes, instruments especials i cinta.
- Evocació profunda y translaciones de una marimba (1984), per a marimba, instruments especials, cor mixt, 5 flautes dolces, recitant i cinta.
- Híbrido a presión II (1986), per a dues flautes transverses, instruments especials i cinta.
- Ramajes de una Marimba Imaginaria  (1986), per a marimba, instruments especials i recitant.
- Sacratávica ("in memoriam" per la víctimes de Riu Negre de 1982) (1998), per a cor, 3 flautes de bec, instruments especials i marimba.
- La tumba del Gran Lengua (2001), cantata escènica.
- Historia del niño que se llamaba Espejito con Ojos (2010), cantata per a nens, per a orquestra de solistes, instruments especials i cor de nens.
- Violinada violhonda ("in memoriam" Marcel Duval) (2011), per a 6 violins, 5 violes i un violí fantasma.
- Sinfonía desde el Tercer Mundo (2017).
- Efluvios y Puntos (2020).

## Premis i distincions
- 1965. Part de la seva obra musical es va presentar al II Festival Interamericà de música a Washington, Estats Units.[7]
- 1979. Menció al VII Concurs Internacional de Música Electroacústica a França per la seva obra Rupestre al Futur.[3]
- 2018. Rep el nomenament de Guatemalenc Il·lustre pel congrés de Guatemala i una pensió vitalícia.[8][9]

## Discografia
- Col·lecció "Música Nueva Latinoamericana" (1976), Uruguai. S'inclou Humanofonia al disc 2.[3]
- "Ramajes de una marimba imaginaria"" (1995), Guatemala.
- "Hacia una música contemporánea latinoamericana" (2003), Costa Rica. S'inclou Ramatges d'una marimba imaginària.[3]
- "Hojas de album" (2005), Guatemala. Obres per a violí i piano.
- "Cancioncillas nostalgimientes bufonantes" (2008), Guatemala.
- "Historia del niño que se llamaba Espejito con Ojos" (2010), Guatemala. Cantata per a nens inspirada en el conte L'home que ho tenia tot, tot, tot de Miquel Àngel Astúries.
- "Violinada violhonda" (2014), Guatemala.